# Ernesto Negrín
Ernesto Negrín, San José de Mayo, Uruguay, 9 de julio de 1944 es un músico y empresario uruguayo dueño de un importante conjunto de música tropical uruguaya llamada Casino.

## Biografía
Contrajo matrimonio con Teresa Martínez, sus hijos son Giselle y Diego.
Con 45 años de trayectoria, con su conjunto Casino, recibió 27 discos de oro, platino y doble platino en Uruguay. Es por ejemplo «Azuquita pal café» una de las tantas interpretaciones conocidas por Ernesto Negrin y su Conjunto Casino, (primer video de la música tropical uruguaya).
El 26 de diciembre de 2013, Ernesto Negrín y su Conjunto Casino fue homenajeado por la Junta Departamental de Montevideo, por su destacada trayectoria en la música tropical uruguaya.

## Obras
- 1968, Copamos La Banca. (Mallarini Producciones)
- 1974, No Empuje. (clave)
- 1975, Va A Llover. (clave)
- 1976, Festival De Sonoras Presenta Dale Asi. (macondo)
- 1976, El Mono Pelotero. (Clave)
- 1977, Que Golazo. (macondo)
- 1978, El Gran Clasico "Casino Vs. Cienfuegos". (macondo)
- 1979, La Salsa Nostra. (macondo)
- 1981, La Parranda de Carnaval. (Orfeo)
- 1982, Mi Bandida. (Orfeo)
- 1983, Quince Aniversario. (Orfeo)
- 1984, Qué Meneo. (Orfeo)
- 1985, El Colchón. (Orfeo)
- 1986, Como Casino no hay dos. (Orfeo)
- 1987, Casino y Más Casino. (Orfeo)
- 1988, 20 años de Éxitos. (Orfeo)
- 1989, A Tutta Azuquita. (Orfeo)
- 1990, En la Máquina del Tiempo. (Orfeo)
- 1990, Oye mi Canto. (Orfeo)
- 1991, Attenti con Casino. (Orfeo)
- 1991, La Bailanta del Uruguay. (Orfeo)
- 1991, Canciones de Oro. (Orfeo)
- 1992, El Golazo del '92 "Casino vs. Cumanacao". (Orfeo)
- 1992, Super Alucinante. (Orfeo)
- 1992, D'Locura. (Orfeo)
- 1993, 25 años. (Orfeo)
- 1993, Azúcar Caliente "junto a Keguay y sus Bengalas". (Orfeo)
- 1994, Los Potros de Casino. (Orfeo)
- 1996, Insuperable. (Orfeo)
- 1998, Azuquita P'al Café. (TOP Records)
- 1998, El Suceso Bailable. (Sondor)
- 1999, 30 años. (Límites)
- 2011, La Historia Interminable. (Bizarro Records)
- 2013, La Historia Interminable Vol. 2. (Bizarro Records)
- 2017, La Historia Interminable Vol. 3. (Bizarro Records)